# گذرگاه مرزی کرامه
گذرگاه مرزی کرامه، تنها گذرگاه مرزی بین اردن و عراق است. در طرف عراقی به آن ترکیب مرزی تورایبیل گفته می‌شود. طبق گزارش روزنامه العرب الیوم این گذرگاه در سال ۲۰۱۰ حدود ۸۰۰۰۰۰ مسافر را سرویس دهی کرد. شهر الرویشد اردن را به شهر طربیل عراق متصل می‌کند.
گذرگاه مرزی در حدود ۳۲۰ کیلومتری امان، پایتخت اردن و ۵۷۵ کیلومتر (بغداد) پایتخت عراق است. در ۲۲ ژوئن ۲۰۱۴، دولت اسلامی عراق و شام در حمله به گذرگاه مرزی و در تلاش برای تصرف این گذرگاه با ارتش عراق درگیر شد.